# Santo y el águila real
Série
Santo contra los asesinos de otros mundos
(1973) Misión suicida
(1973)
Pour plus de détails, voir Fiche technique et Distribution.
Santo y el águila real est un film mexicain de 1973 d'Alfredo B. Crevenna. Il fait partie de la série des Santo, el enmascarado de plata.

## Fiche technique
- Titre original : Santo y el águila real
- Titre anglais ou international : Santo and the Royal Eagle
- Réalisation : Alfredo B. Crevenna
- Scénario : Raúl Portillo, Luis Quintanilla Rico
- Musique : Gustavo César Carrión
- Production : Raúl Portillo, Luis Quintanilla Rico
- Société(s) de production : Producciones Luis Enrique
- Pays d’origine :  Mexique
- Langue originale : espagnol
- Format : couleur (Eastmancolor) — 35 mm — son Mono
- Genre : action
- Durée : 100 minutes
- Dates de sortie :
  - Mexique : 22 février 1973

## Distribution
- El Santo : Santo
- Irma Serrano : Irma Morales
- Jorge Lavat : Manuel Villafuerte
- Dacia González : Alicia
- Juan Gallardo : Raymundo
- Soledad Acosta : Paloma
- Carlos Suárez : Carlitos
- Fernando Osés : Secuaz
- Jorge Patiño : Alejandro / Julio Morales
- Domingo Bazán
- Mario García 'Harapos' : Juanito
- Carlos León : invité à la fête
- Guillermo Gálvez : Hacendado à la fête
- Inés Murillo : Felisa
- Ángela Rodríguez : invitée à la fête
- Eugenia D'Silva (Eugenia Ramírez) : invitée à la fête
- Ismael Ramirez